# رستوران (فیلم ۱۹۹۸)
«رستوران» (انگلیسی: Restaurant (1998 film)) یک فیلم به کارگردانی اریک بروس است که در سال ۱۹۹۸ منتشر شد.

## بازیگران
- آدرین برودی
- الیز نئال
- لارین هیل
- دیوید مسکو
- سیمون بیکر
- کاترین کلنر
- جسی ال مارتین
- جنیوا کار